# Entonação
Entonação ou entoação é a variação da altura e duração utilizada na fala que incide sobre uma palavra ou oração, e não na pronúncia simples de fonemas ou sílabas. Entonação e ênfase são elementos da prosódia, elemento da Linguística.
As funções linguísticas da entonação são exercidas em instâncias superiores às dos fonemas e palavras, sendo considerada, portanto, um componente linguístico suprasegmental. Muitas línguas usam a entonação sintaticamente, por exemplo, para expressar surpresa ou ironia, e, mais comumente, para distinguir uma declaração de uma interrogação; assim, numa declaração simples,
João foi à escola.
temos uma entoação grave e breve, e sua cadeia falada tem final descendente;
mudando sua entoação, entretanto, em interrogativa,
João foi à escola?
notamos, portanto, que a entoação torna-se mais aguda, e a duração da palavra escola é alongada, modificando sua cadeia falada para um final ascendente.
O português pertence a este grupo de línguas. Outras línguas usam a variação tonal para distinguir entre diferentes significados, sendo chamadas de línguas tonais. Exemplos de línguas tonais são o chinês e o tailandês.
O termo entoação é substituído e empregado no senso comum por, simplesmente, tom. Sendo que um dos interlocutores, em uma interação comunicativa casual, pode refirir-se à entoação da fala do outro utilizando: "não estou gostando de seu tom de voz".
No alfabeto fonético internacional o aumento de entonação é marcado com [↗] e a queda com [↘].